# Amathusia retracta
Amathusia retracta är en fjärilsart som beskrevs av Hans Fruhstorfer 1911. Amathusia retracta ingår i släktet Amathusia och familjen praktfjärilar. Inga underarter finns listade i Catalogue of Life.